# Фальк, Иеремиас
Иеремиас Фальк (нем. Jeremias Falck; около 1610[…], Данциг, Корона Королевства Польского — февраль 1677 или 1664, Данциг, Корона Королевства Польского) — гравёр на меди и рисовальщик, поляк по происхождению, выставлявший поэтому на своих произведениях иногда подпись «Polonus».
Родился около 1620 г. в Данциге. Фальк учился и работал с Вильгельмом Гондиусом. В 1639 году он переехал в Париж, где обучался под руководством Шово и возможно Абрахама Блумарта. Работал в Стокгольме, Копенгагене, Амстердаме и Гамбурге. В 1650 году был зарегистрирован брак Иеремиаса в Данциге. В 1662 году в Гамбурге он опубликовал 16 гравюр с цветами и растениями.
Фальк умер в 1664 году и был похоронен в церкви Святого Петра и Павла. 
В своих гравюрах Фальк достиг большой эффектности и передавал характер различных воспроизводимых оригиналов, не отступая от однажды принятой системы накладки штрихов и употребляя вообще простые приёмы исполнения. Самая удачная его работа — гравюрный портрет французского короля Людовика XIII с портрета Юстуса ван Эгмонта. Далее к числу лучших его работ принадлежат гравюры, выполненные с работ: большое «Распятие» Антониса ван Дейка, «Исав, продающий своё первородство Иакову» и «Охотник с зайцем» Тинторетто, «Весёлый дом» Рубенса, «Св. Иоанн Креститель, проповедующий в пустыне» Абрахама Блумарта, «Сатир и Церера» Франса Снейдерса, «Семирамида» Гверчино, «Портрет Гвин, возлюбленной английского короля Карла II» Лели и некоторые др.